# 国立装飾美術館 (スペイン)
国立装飾美術館（こくりつそうしょくびじゅつかん、Museo Nacional de Artes Decorativas）は、スペインのマドリードにある、国立の美術館。14世紀から20世紀にかけての宝飾品や装飾品、調度品といったコレクションを展示する美術館である。

## 概要
スペイン国内には、プラド美術館をはじめとした国立の美術館が14館あり、1912年に設立されたこの国立装飾美術館もその一つである。マドリード中心部のカーレモンタルバンに位置する建物は、元々貴族の邸宅として使用されていたもので往時の面影を残しており、中世から19世紀にかけてのスペイン建築や装飾の特徴を今に伝えている。
コレクションは約1万点。宝飾品や装飾品、インテリアといった調度品だけでなく、仏像などの東洋美術が館内に保管され、その一部を常設展示として公開している。館自体は大きなものではないが、そこに収められた品々はスペインの伝統と文化を反映している。なお、1962年には美術館の建物とコレクションが、「歴史的な芸術的記念碑」としてスペイン国家から認定された。

## コレクション
収蔵されたガラス製品、テキスタイル、宝石、金工など収蔵品のほとんどはスペインのものだが、カルロス3世が収集した東洋美術コレクションも著名である。また、陶磁器に関してはマイセン、セーヴル、パリ、リモージュ、コーリー、ロング、カポディモンテなど、ほぼヨーロッパ全土を網羅する産地の名品が揃えられている。

## 建築
1871年に造られた「工業博物館」が元で、1912年に「国立装飾美術館」となり、現在の場所である貴族の邸宅に移動したのは1934年である。この改装された邸宅は19世紀後半のもので、エントランスホールを入ると吹き抜けが広がっている。1階から5階までの広いスペースに中世から19世紀までの品々が展示され、各時代の様式で再現された部屋や18世紀のバレンシア陶器で飾られた台所から、当時の貴族の生活を垣間見ることができる。

## 日本とのつながり
日本との繋がりも深く、日本の装飾美術品が数多くコレクションされている。また、日本スペイン交流400周年を記念して開かれた「支倉常長とその時代展」では、日本文化からの影響を伝える展示がなされ、2013年6月に日本から皇太子徳仁親王が訪問して鑑賞している。